# Progress (hop)
Progress is een hopvariëteit, gebruikt voor het brouwen van bier.
Deze hopvariëteit is een “aromahop”, bij het bierbrouwen voornamelijk gebruikt vanwege zijn aromatische eigenschappen. Deze Engelse soort werd ontwikkeld in 1951 in het Wye College te Kent van uit de Whitbread Golding Variety en op de markt gebracht vanaf 1964 als een alternatief voor Fuggle omdat hij meer verwelkingstolerant is.

## Kenmerken
- Alfazuur: 4 – 8%
- Bètazuur: 1,8 – 2,7%
- Eigenschappen: beetje zoeter dan Fuggle, met een zachtere bitterheid